# Rozpoznávání pojmenovaných entit
Rozpoznávání pojmenovaných entit (RPE), v angličtině Named-entity recognition (NER), známé také jako identifikace (pojmenovaných) entit či extrakce entit, je dílčí úloha extrakce informací, která se snaží najít a zařadit pojmenované entity uvedené v nestrukturovaném textu do předem definovaných kategorií, jako jsou jména osob, organizace, místa, lékařské kódy, časové výrazy, množství, peněžní hodnoty, procenta atd.
Výše popsaná definice děli RPE/NER na dvě části: lokalizace entit v textu (named entity identification) a jejich klasifikaci (named entity classification). RPE je často používáno pro automatický strojový překlad, vyhledávání informací a dalších klasické úlohy počítačového zpracování přirozeného jazyka.

## Princip fungování
RPE systém má fungovat tak, že z neanotovaného textu udělá text anotovaný. RPE pro možnost takového anotování potřebuje mít znalosti z již předem kompletně anotovaných datasetů (učení s učitelem), nebo datasety, kde je alespoň část anotovaná (poloviční učení s učitelem / semisupervised learning).